# Gut Niederhofen

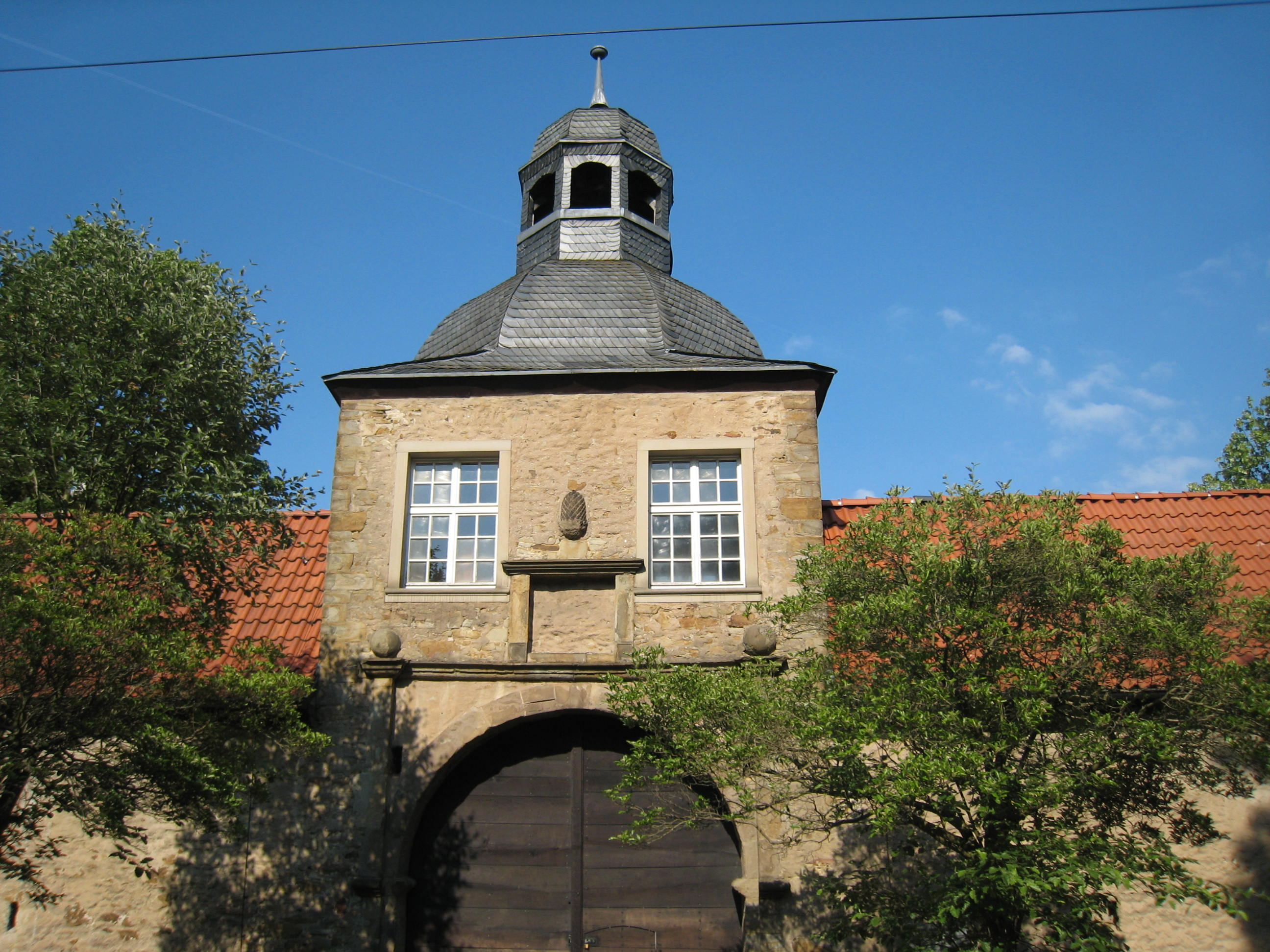
Gut Niederhofen

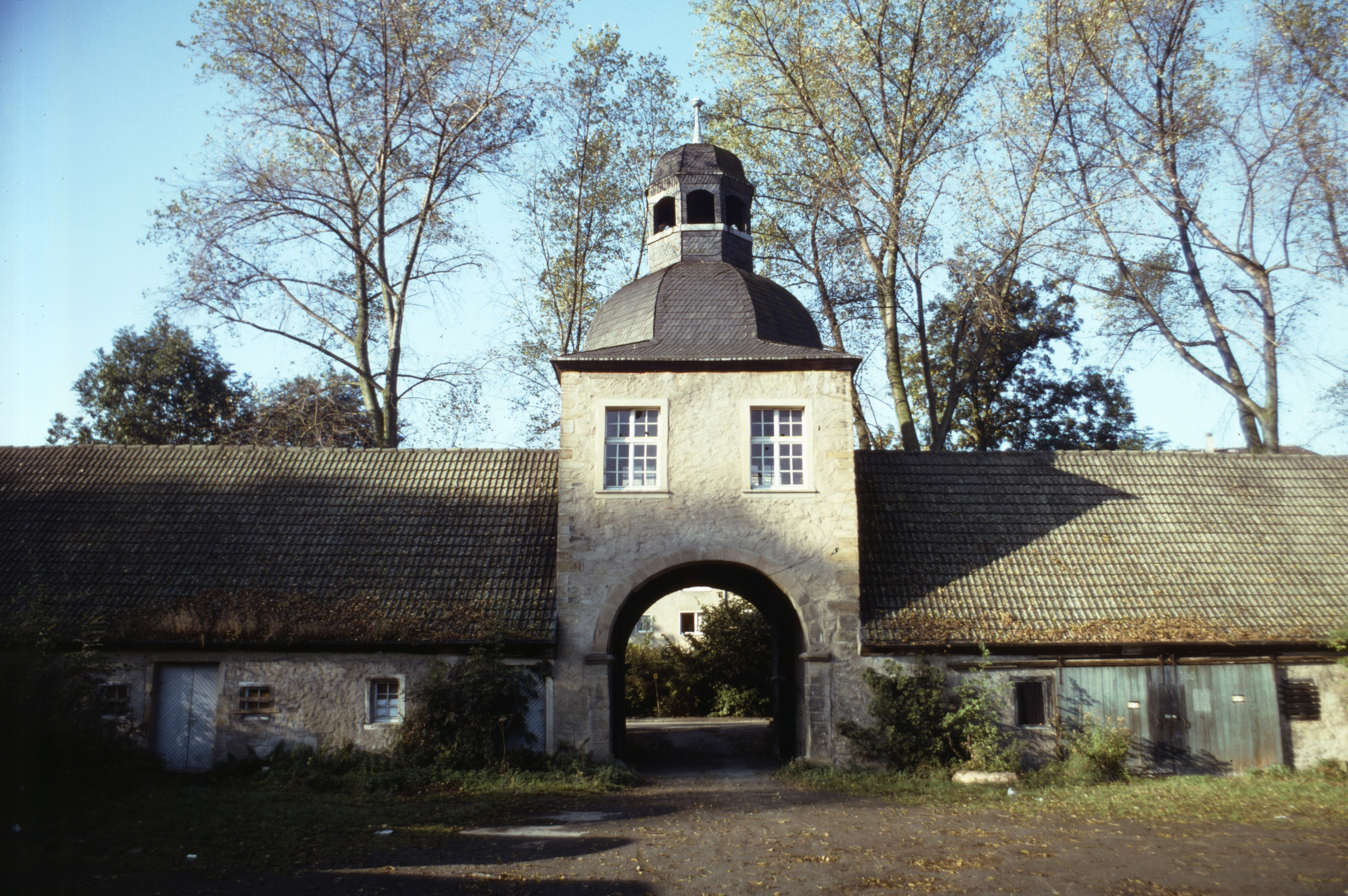
Gut Niederhofen von Osten

Das Gut Niederhofen (auch Nierhofen, Nierhoven o. ä.) ist ein ehemaliger Rittersitz im Dortmunder Stadtteil Wellinghofen.
Erbauer waren die Herren von Niederhofen. 1242 wird das Gut erstmals genannt.
1479 wurde Cord, der Bruder von Johann von der Lage von der Dorneburg vom Grafen von Limburg mit dem Haus und Hof zu Niederhofen im Amt Hörde und Kirchspiel Wellinghofen, 5 km von Dortmund, belehnt.
1535 erheiratete Heinrich von Haus den Rittersitz zu Niederhofen (Nierhoven) mit Margarethe von der Lage und wurde im Jahre 1548 vom Grafen von Limburg damit belehnt.
Von Gut Niederhofen sind heute nur noch das Torhaus mit barocker Haube und zwei Flügelbauten aus dem Jahre 1748 erhalten. Hinter der historischen Bausubstanz befindet sich heute eine Einrichtung der Kinder- und Jugendhilfe mit Kinder- und Jugendwohngruppen.
Das Gut Niederhofen ist Ausgangspunkt der Wanderwege A1 und A2 des Sauerländischen Gebirgsvereins durch den Niederhofer Wald. Es ist als Baudenkmal in die Denkmalliste der Stadt Dortmund eingetragen.